# 529
529 (DXXIX) fue un año común comenzado en lunes del calendario juliano, en vigor en aquella fecha.
En el Imperio romano, el año fue nombrado como el del consulado de Decio sin colega, o menos comúnmente, como el 1282 Ab urbe condita.

## Acontecimientos
- 25 de febrero:[1] Ascenso al trono de K'an Joy Chitam I (Kan-Xun I) en la Palenque.
- 7 de abril: se publica la primera versión del Corpus iuris civilis.
- La Academia de Atenas, fundada por Platón en el 347 a. C., es cerrada por Justiniano I, emperador de Bizancio.
- II Concilio de Vaison Francia.
- San Benito de Nursia se refugia en Montecasino en el centro de Italia, donde funda la Regla de San Benito.[2]
- Amalarico nombra al hispanorromano Esteban (Stephanus) como prefecto de Hispania, probablemente como un remedo del prefecto del pretorio romano.
- Rebelión samaritana dirigida por Juliano ben Sabar contra el Imperio Bizantino de Justiniano I, durante la que se destruyen numerosos edificios en toda Palestina, especialmente la Basílica de la Natividad en Belén.